# Троян Марія Семенівна
Марія Семенівна Троян (нар. 3 серпня 1958, село Мар'янівка, тепер Хмельницький район, Хмельницька область) — українська радянська діячка, формувальниця Хмельницького заводу «Катіон» Хмельницької області. Депутат Верховної Ради УРСР 11-го скликання.

## Біографія
Освіта середня.
З 1975 року — робітниця, з 1983 року — формувальниця Хмельницького заводу «Катіон» Хмельницької області.
Потім — на пенсії в місті Хмельницький.